# 手紙 (米米CLUBの曲)
『手紙』（てがみ）は米米CLUBの20枚目のシングル。1994年11月10日発売。発売元はSony Records。

## 概要
カールスモーキー石井初監督映画『河童』主題歌でカップリング曲は同映画挿入歌。
米米の楽曲は前作まで印税を等分する意味合いから作詞・作曲表記が全て「米米CLUB」名義となっていたが、本作は初めて作詞・作曲とも「石井竜也」と個人名での表記になっている。この時期、石井は映画製作以外に個人エッセイ出版や個展開催などの単独活動も行っていた。本作のクレジットもそうした単独志向の反映とされ、演奏にメンバーが殆んど参加しておらず「米米CLUB」名義シングル曲としては1997年解散まで唯一アルバムに収録されなかった楽曲である。
本作でのテレビ出演時は石井と編曲の金子隆博の2人だけで出演。米米CLUBとして唯一『HEY!HEY!HEY!』出演を果たした作品。
アートワークは初回生産限定盤が封筒型パッケージになっていてタイトル通り、手紙の様にCDシングルが入っている仕様。通常盤も同時発売された。

## 収録曲
- 全作詞・作曲：石井竜也、全編曲：金子隆博

1. 手紙
2. ひだまり

## 収録アルバム
- HARVEST SINGLES 1992-1997 (#1)